# Якты-Юл (Татарстан)
Якты-Юл (тат. Якты Юл) — посёлок в Азнакаевском районе Татарстана. Входит в состав Какре-Елгинского сельского поселения.

## География
Находится в юго-восточной части Татарстана на расстоянии приблизительно 13 км на северо-запад по прямой (19 км по автодорогам) от районного центра (города Азнакаево) и в 5 км по автодорогам к юго-западу от центра сельского поселения, села Какре-Елга.

## История
Название переводится как «Светлый путь». Посёлок основан в 1920-х годах в составе Алькеевской волости Бугульминского кантона Татарской АССР. 
С 10 августа 1930 года — в Тумутукском, с 20 октября 1931 года — в Азнакаевском районе (на 1948 год — в Какре-Елгинском сельсовете), с 1 февраля 1963 года — в Альметьевском сельском районе, с 12 января 1965 года вновь в Азнакаевском районе.

## Население
В начале 2017 года в посёлке проживало 23 человека, из них 2 ребёнка дошкольного и 1 — школьного возраста, 5 мужчин и 4 женщины трудоспособного возраста, 5 мужчин и 6 женщин старше трудоспособного возраста.
По переписи 2010 года в посёлке проживало 30 человек (14 мужчин, 16 женщин).
В 2002 году — 37 человек (16 мужчин, 21 женщина).
| Год  | Численность | Численность |
| ---- | ----------- | ----------- |
| 1938 | 164         | [ 6 ]       |
| 1949 | 115         | [ 6 ]       |
| 1958 | 98          | [ 6 ]       |
| 1970 | 113         | [ 6 ]       |
| 1979 | 101         | [ 6 ]       |
| 1989 | 61          | [ 6 ]       |
| 2002 | 37          | [ 7 ]       |
| 2010 | 30          | [ 6 ] [ 8 ] |
| 2021 | 21          | [ 9 ]       |

Национальный состав
В 1948 и 1989 годах преобладали татары. По переписи 2002 года в национальной структуре населения татары составляли 100 %. В 2015 году среди 20 человек населения также преобладали татары.

## Инфраструктура и улицы
В 1929 году в посёлке организован колхоз «Якты юл», в 1950-е годы вошедший в состав колхоза «Марс» села Какре-Елга (в 1998 году реорганизованного в товарищество «Баянов и К°», с 2004 года — ООО «Марс»). В посёлке по состоянию на 2017 год было 23 индивидуальных жилых дома (из них один заброшенный) на одной улице — Якты Юл — протяжённостью 1,1 км. Подъезд к посёлку и сама улица покрыты переходным (щебёночно-гравийным) покрытием. Есть электричество, газ и водопровод, а также кладбище площадью 0,4718 га (заполненность 51 %) к юго-западу от посёлка, также к западу от посёлка находится разрушенная ферма КРС.